# Кожар-Яндоба
Кожа́р-Яндо́ба (рос. Кожар-Яндоба, чув. Кушар-Юнтапа) — присілок у складі Вурнарського району Чувашії, Росія. Входить до складу Єрмошкінського сільського поселення.
Населення — 194 особи (2010; 260 у 2002).
Національний склад:
- чуваші — 98 %